# Krokvattnet (Östervallskogs socken, Värmland)
Krokvattnet är en sjö i Årjängs kommun i Värmland och ingår i Göta älvs huvudavrinningsområde.